# رينان (لاعب كرة قدم مواليد 1998)
رينان هو لاعب كرة قدم برازيلي في مركز الوسط، ولد في 18 يناير 1998 في ساو باولو في البرازيل. لعب مع نادي أسدود.

## وصلات خارجية
- رينان (لاعب كرة قدم مواليد 1998) على موقع قاعدة بيانات كرة القدم.إي يو (الإنجليزية)
- رينان (لاعب كرة قدم مواليد 1998) على موقع Soccerway.com (الإنجليزية)